# Пешич, Дарко
Дарко Пешич (черног. Дарко Пешић, Darko Pešić; род. 30 ноября 1992, Цетине, Югославия) — черногорский легкоатлет, специализирующийся в многоборье. Многократный рекордсмен Черногории в многоборье, прыжке с шестом, прыжке в длину и беге с барьерами.

## Биография
Начинал заниматься лёгкой атлетикой в родном Цетине вместе с братом Драганом и сестрой Даниелой. Вместе им удалось стать сильнейшими многоборцами страны и установить три десятка национальных рекордов в различных дисциплинах. Дарко окончил факультет спорта и физической культуры в университете сербского города Нови-Сад, после чего в 2016 году переехал для дальнейших тренировок в Швецию.
Дебютировал на международных соревнованиях в 2009 году на юношеском чемпионате мира. Представлял Черногорию на юниорском и молодёжном первенствах Европы.
Стал серебряным призёром Франкофонских игр 2013 года с личным рекордом 7636 очков. В 2014 и 2016 годах был сильнейшим на чемпионате Балканских стран, в последнем случае — с новым рекордом страны 7827 очков.
Занял шестое место в соревнованиях семиборцев на чемпионате Европы в помещении 2017 года с суммой 5984 очка (национальный рекорд).

## Личные рекорды в отдельных видах десятиборья
| Дисциплина        | Результат | Год  |
| ----------------- | --------- | ---- |
| 100 м             | 11,25     | 2017 |
| Прыжок в длину    | 7,33 м    | 2016 |
| Толкание ядра     | 16,08 м   | 2017 |
| Прыжок в высоту   | 2,02 м    | 2014 |
| 400 м             | 50,65     | 2015 |
| 110 м с барьерами | 14,59     | 2016 |
| Метание диска     | 48,88 м   | 2015 |
| Прыжок с шестом   | 4,72 м    | 2017 |
| Метание копья     | 62,57 м   | 2013 |
| 1500 м            | 4.25,28   | 2014 |

## Основные результаты
| Год  | Турнир                          | Место проведения      | Дисциплина       | Место | Результат |
| ---- | ------------------------------- | --------------------- | ---------------- | ----- | --------- |
| 2009 | Чемпионат мира среди юношей     | Брессаноне, Италия    | восьмиборье      | 14-е  | 5288      |
| 2011 | Чемпионат Европы среди юниоров  | Таллин, Эстония       | десятиборье (юн) | 13-е  | 7062      |
| 2013 | Чемпионат Европы среди молодёжи | Тампере, Финляндия    | десятиборье      | 14-е  | 7522      |
| 2015 | Европейские игры                | Баку, Азербайджан     | шест             | 7-е   | 4,35 м    |
| 2015 | Европейские игры                | Баку, Азербайджан     | длина            | 8-е   | 6,94 м    |
| 2016 | Чемпионат Европы                | Амстердам, Нидерланды | десятиборье      | —     | DNF       |
| 2017 | Чемпионат Европы в помещении    | Белград, Сербия       | семиборье        | 6-е   | 5984      |